# Šumski oman
Šumski oman (lat. Pentanema squarrosum), biljna vrsta iz porodice glavočika nekad smještana u rod Inula (oman), pa joj otuda naziv šumski oman, danas se vodi kao član roda Pentanema. Raširena je po Europi, od Skandinavije do Sredozemlja, uključujući i Hrvatsku, i na istok do Irana.
Opisana je u Phytotaxa 395: 18 (2019), a prvi puta kao Conyza squarrosa L.

## Sinonimi
- Aster conyzae Griess. in Kleine Bot. Schr.: 122 (1836)
- Conyza squarrosa L. in Sp. Pl.: 861 (1753)
- Conyza vulgaris Lam. in Fl. Franç. 2: 78 (1779)
- Inula conyza DC. in Prodr. 5: 464 (1836), nom. superfl.
- Inula conyzae (Griess.) Meikle in Fl. Cyprus 2: 890, 1897 (1985)
- Jacobaea canyza (DC.) Merino in Fl. Galicia 2: 337 (1906)
- Pentanema conyzae (Griess.) D.Gut.Larr., Santos-Vicente, Anderb., E.Rico & M.M.Mart.Ort. in Taxon 67: 159 (2018)

- P. squarrosum
- P. squarrosum
- P. squarrosum
- P. squarrosum